# یواس‌اس آلباتروس (۱۸۸۲)
یواس‌اس آلباتروس (۱۸۸۲) (به انگلیسی: USS Albatross (1882)) یک کشتی بود که طول آن ۲۳۴ فوت (۷۱ متر) بود. این کشتی در سال ۱۸۸۲ ساخته شد.